# 格奥尔基·乔博塔鲁
格奥尔基·乔博塔鲁（羅馬尼亞語：Gheorghe Ciobotaru，1953年12月14日—），罗马尼亚男子摔跤运动员。他曾代表罗马尼亚参加世界摔跤锦标赛，获得一枚铜牌。他也曾参加1976年夏季奥林匹克运动会。